# Callispa popovi
Callispa popovi es un coleóptero de la familia Chrysomelidae.
Fue descrita científicamente por primera vez en 1961 por Chen & Yu.